# Esches
Esches – miejscowość i gmina we Francji, w regionie Hauts-de-France, w departamencie Oise.
Według danych na rok 1990 gminę zamieszkiwało 828 osób, a gęstość zaludnienia wynosiła 108 osób/km² (wśród 2293 gmin Pikardii Esches plasuje się na 346. miejscu pod względem liczby ludności, natomiast pod względem powierzchni na miejscu 633.).

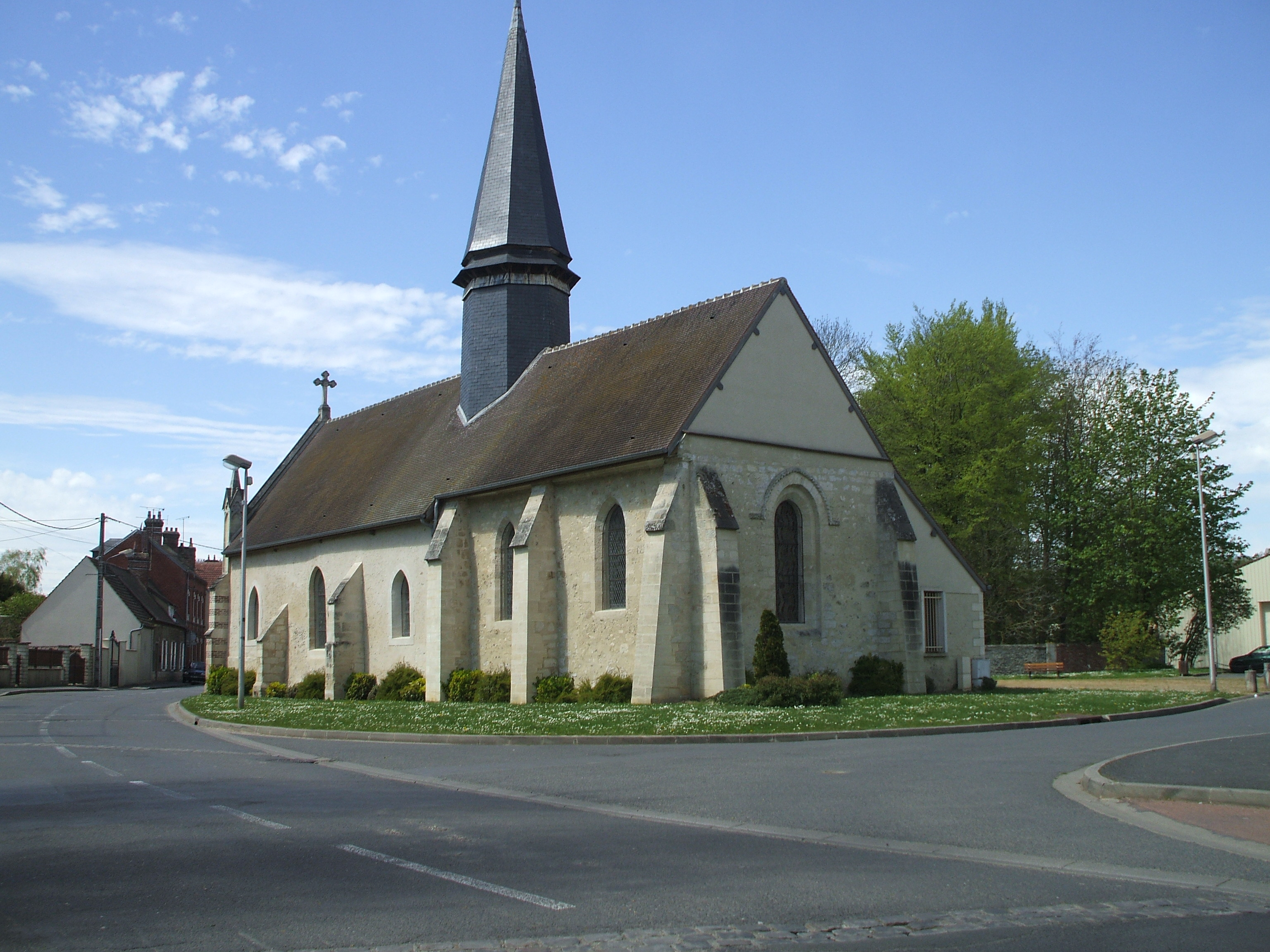
Kościół Saint Rémi
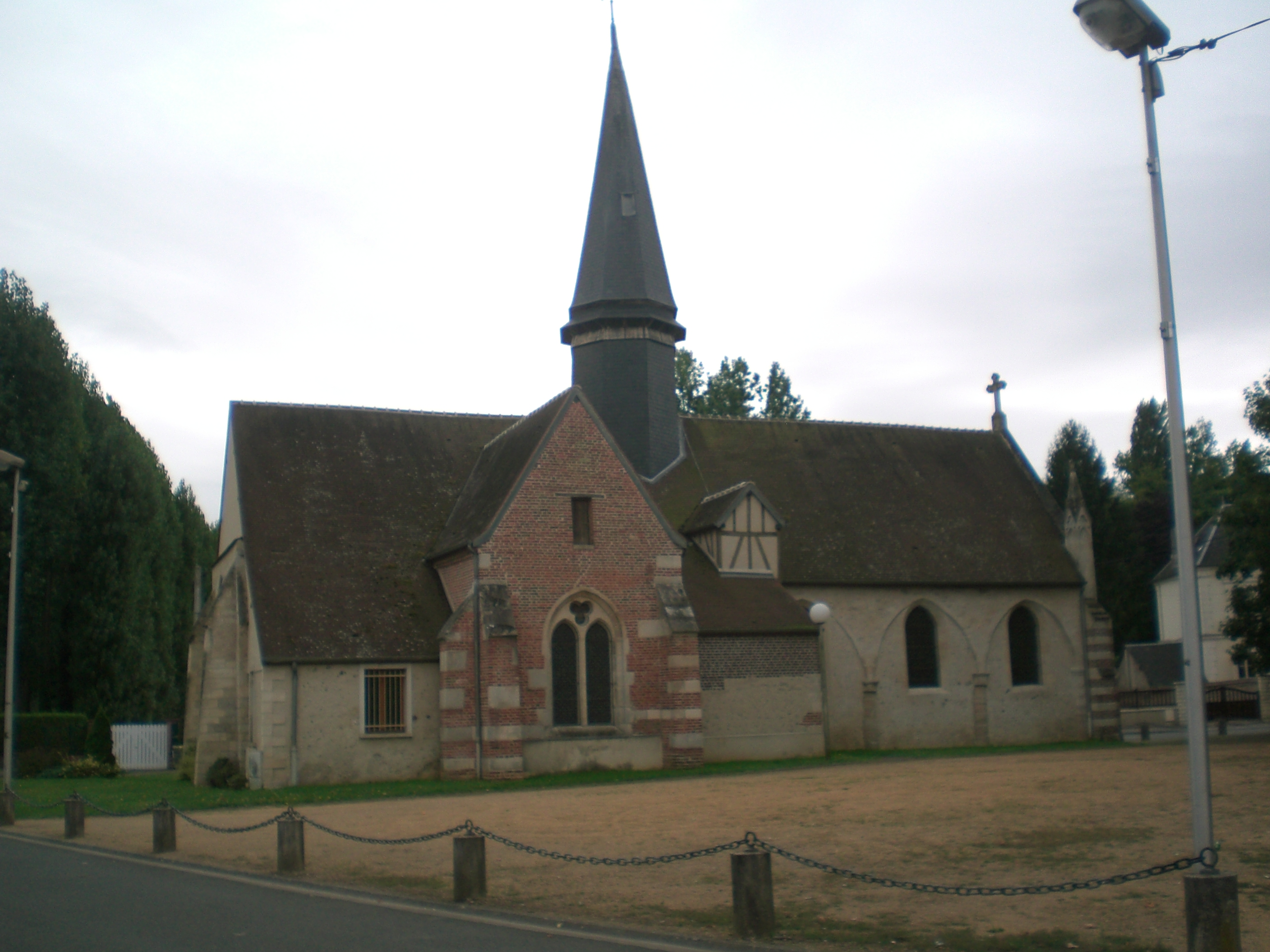
Kościół Saint Rémi
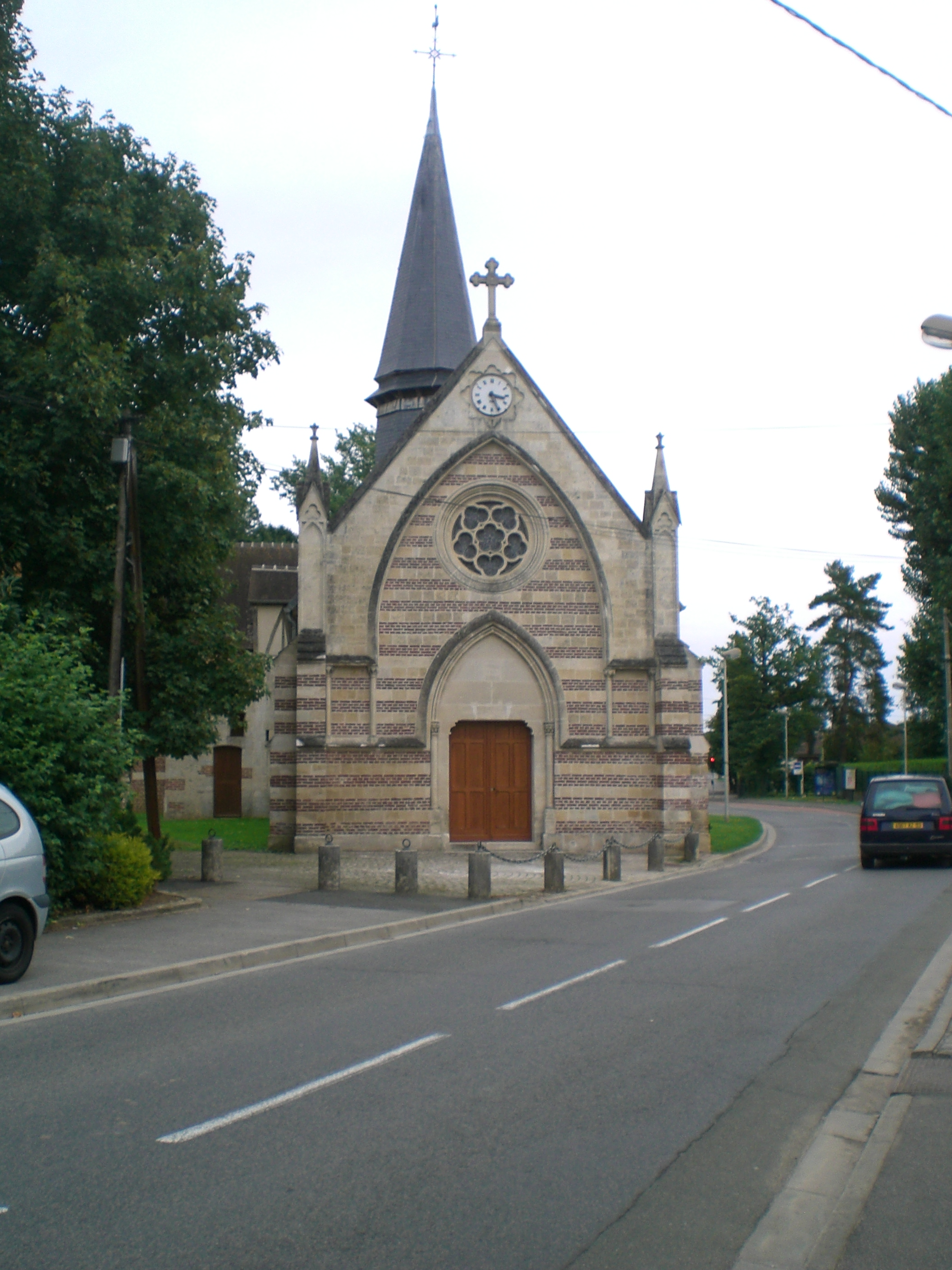
Kościół Saint Rémi
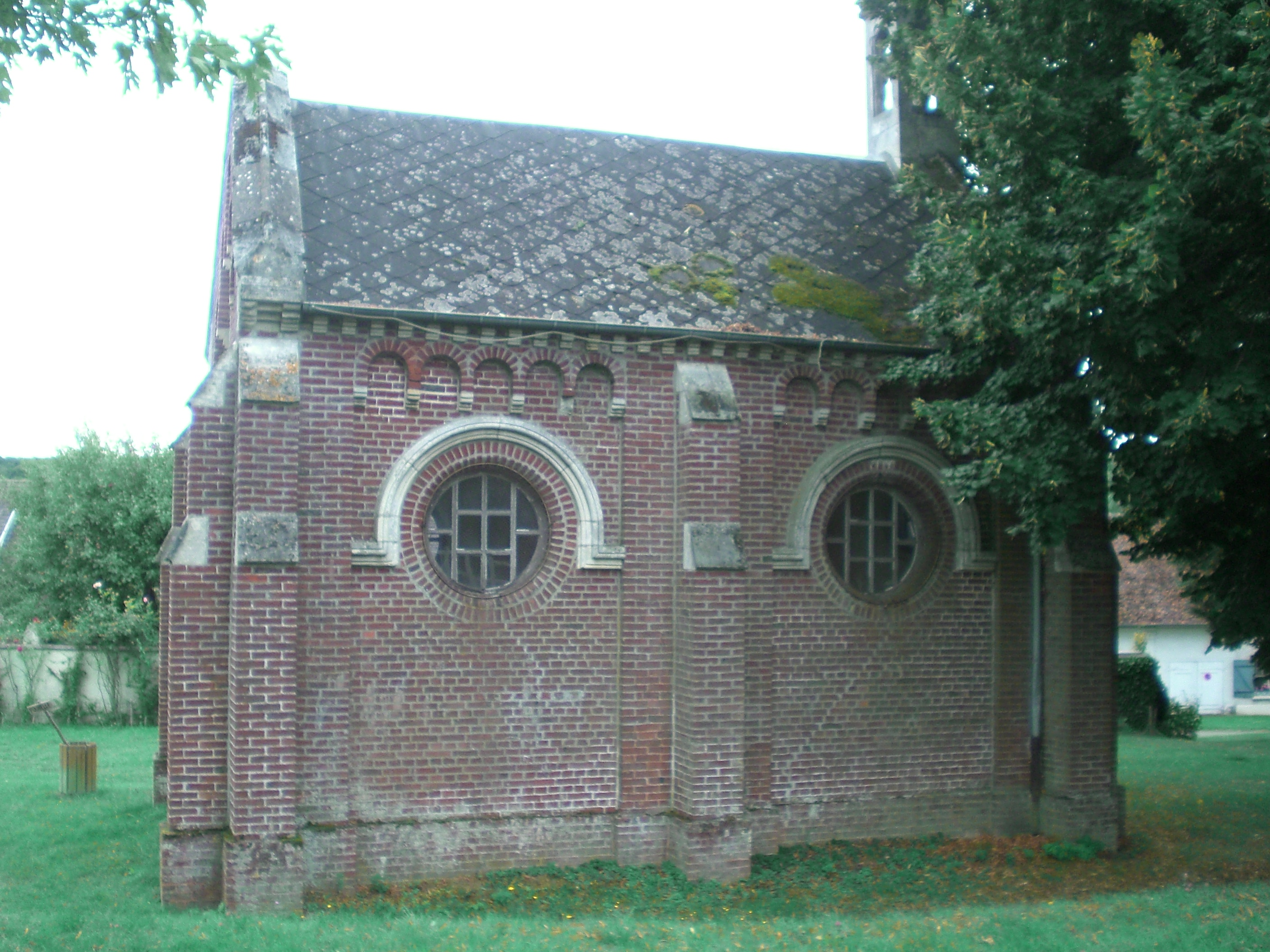
Kaplica Saint Hubert
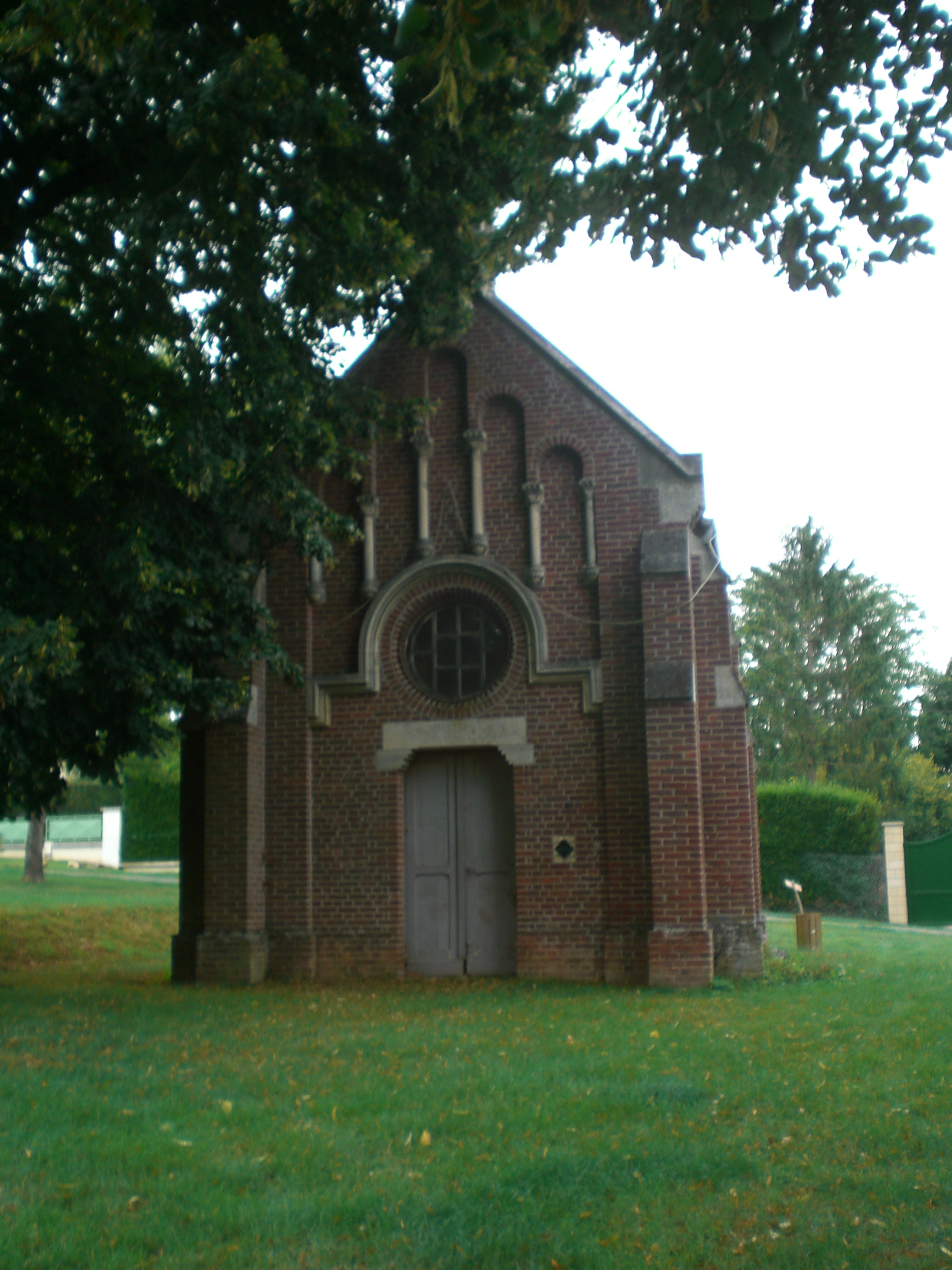
Kaplica Saint Hubert
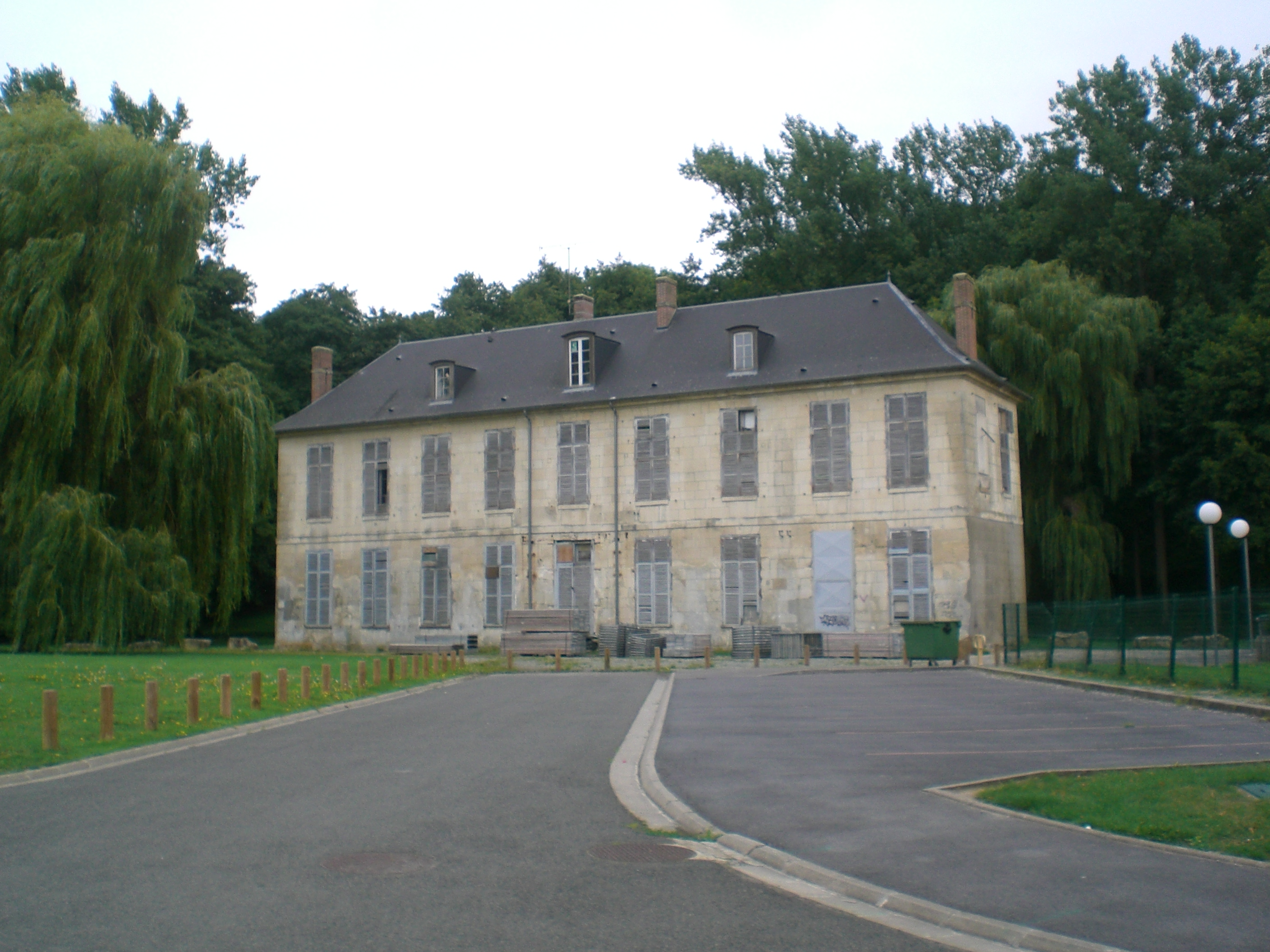
Zamek w Esches
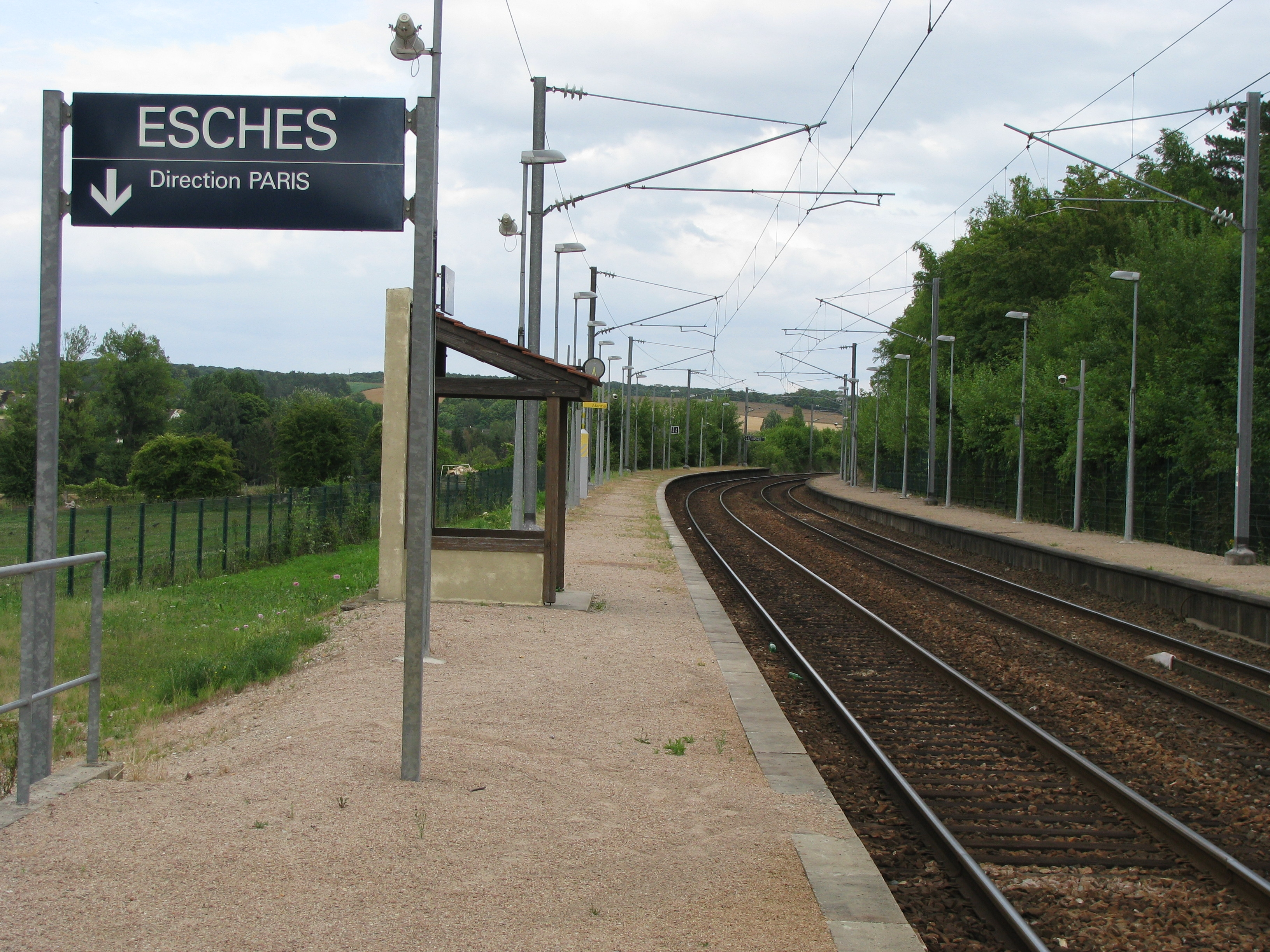
Stacja kolejowa w Esches